# Солман

Солман — река в России, протекает в Чердынском районе Пермского края. Устье реки находится в 11 км по левому берегу реки Уролка. Длина реки составляет 20 км.
Исток реки в лесах у нежилой деревни Солман в 22 км к юго-западу от деревни Усть-Уролка. Течёт на восток, русло извилистое, всё течение проходит по ненаселённому лесу. Приток — Малый Солман (левый).

## Данные водного реестра
По данным государственного водного реестра России относится к Камскому бассейновому округу, водохозяйственный участок реки — Кама от водомерного поста у села Бондюг до города Березники, речной подбассейн реки — бассейны притоков Камы до впадения Белой. Речной бассейн реки — Кама.
По данным геоинформационной системы водохозяйственного районирования территории РФ, подготовленной Федеральным агентством водных ресурсов:
- Код водного объекта в государственном водном реестре — 10010100212111100004051
- Код по гидрологической изученности (ГИ) — 111100405
- Код бассейна — 10.01.01.002
- Номер тома по ГИ — 11
- Выпуск по ГИ — 1